# Belemnospora triseptata
Belemnospora triseptata är en svampart som beskrevs av P.M. Kirk ined. Belemnospora triseptata ingår i släktet Belemnospora, divisionen sporsäcksvampar och riket svampar.   Inga underarter finns listade i Catalogue of Life.